# Kleiner Nallenberg
Der Kleine Nallenberg, auch Kleine Nalle genannt, bei Rommers im osthessischen Landkreis Fulda ist ein 704,1 m ü. NHN hoher Berg der Milseburger Kuppenrhön, einem Teil des Mittelgebirges Rhön. Nördlicher Nachbar ist der Große Nallenberg (768,3 m).

## Geographie

### Lage
Der Kleine Nallenberg liegt im Naturpark Hessische Rhön und im Biosphärenreservat Rhön. Sein Gipfel erhebt sich – im Uhrzeigersinn betrachtet – 3,3 Kilometer südwestlich der Kernstadt von Gersfeld, 2,5 km westsüdwestlich von Sparbrod, 2,5 km westnordwestlich von Rengersfeld, 1,3 km nordwestlich von Rommers, 2,8 km östlich von Gichenbach und 3 km (jeweils Luftlinie) südöstlich von Altenfeld. Nach Norden leitet seine Landschaft über den 1 km entfernten Großen Nallenberg zum Tal der Fulda über, und nach Süden fällt sie in jenes des Fulda-Zuflusses Rommerser Wasser ab. Im Übergangsbereich beider Nallenberge entspringen der nordnordostwärts strebende Fulda-Zufluss Scheibelbach und der südwestwärts zum Rommerser Wasser verlaufende Römergraben. Östlich des Kleinen Nallenbergs entspringt unter anderem auch noch der südwärts zum Rommerser Wasser fließende Teufelsgraben.

### Naturräumliche Zuordnung
Der Kleine Nallenberg gehört in der naturräumlichen Haupteinheitengruppe Osthessisches Bergland (Nr. 35), in der Haupteinheit Vorder- und Kuppenrhön (mit Landrücken) (353) und in der Untereinheit Kuppenrhön (353.2) zum Naturraum Milseburger Kuppenrhön (353.21).

## Schutzgebiete
Auf dem Kleinen Nallenberg liegen Teile des Landschaftsschutzgebiets Hessische Rhön (CDDA-Nr. 378477; 1967 ausgewiesen; 410,31 km² groß) und solche des Vogelschutzgebiets Hessische Rhön (VSG-Nr. 5425-401; 360,8 km²). Nördlich und östlich des Berges befinden sich Bereiche des Fauna-Flora-Habitat-Gebiets Hochrhön (FFH-Nr. 5525-351; 48,09 km²), südlich solche des FFH-Gebiets Haderwald (FFH-Nr. 5525-352; 17,94 km²) und südwestlich solche des FFH-Gebiets Obere und mittlere Fuldaaue (FFH-Nr. 5323-303; 25,38 km²).

## Verkehr und Wandern
Jenseits des Großen Nallenbergs verläuft im Fuldatal zwischen Altenfeld und Gersfeld etwa in West-Ost-Richtung die Bundesstraße 279, von der in Gersfeld die östlich des Kleinen Nallenbergs in Richtung Südsüdwesten nach Rommers führende Kreisstraße 66 abzweigt. Letztere verläuft von dort im Tal des Rommerser Wassers in Richtung Westnordwesten nach Gichenbach und weiter nach Schmalnau zur B 279. Zum Beispiel an diesen Straßen beginnend kann der Berg auf zumeist Waldwegen- und pfaden erwandert werden. Den Sattel zwischen beiden Nallenbergen überquert der Heidelsteinweg (HWO 5) des Rhönklubs.